# 通用唯一识别码
通用唯一识别码（英語：Universally Unique Identifier，缩写：UUID）是用于计算机体系中以识别信息的一个128位标识符。
UUID按照標準方法生成時，在實際應用中具有唯一性，且不依赖中央机构的注册和分配。UUID重复的概率接近零，可以忽略不计。
因此，所有人都可以自行建立和使用UUID，而且幾乎可以確定其不會與既有的識別碼重複。也因為如此，在不同地方產生的UUID可以使用於同一個資料庫或同一個頻道中，而且幾乎不可能重複。
UUID的應用相當普遍，許多計算平台都提供了對於生成和解析UUID的支援。

## 历史
1990年代， UUID 原本是用于阿波羅電腦的网络计算系统，后被用于开放软件基金会的分散式運算環境。分散式運算環境UUID的初始设计基于网络计算系统UUID，其设计受 Domain/OS 中定义和使用的（64位）唯一标识符的启发，这是一个也由阿波羅電腦设计的操作系统。后来，Microsoft Windows平台采用分散式運算環境设计作为全局唯一标识符（GUID）。 
2005年7月，RFC 4122 为 UUID 注册了一个 URN 命名空间，并制定了早期的规范。当 RFC 4122 作为互联网工程任务组标准发布时，国际电信联盟基于先前的标准和 RFC 4122 早期版本标准化了 UUID。

## 标准
UUID 由开放软件基金会标准化，作为分散式運算環境（DCE）的一部分。
UUID 被紀錄为 ISO/IEC 11578:1996 "Information technology – Open Systems Interconnection – Remote Procedure Call（RPC）" 和後來的 ITU-T Rec. X.667 | ISO / IEC 9834-8：2005 规范的一部份。
互联网工程任务组公布了标准 RFC 4122，技术上等同于 ITU-T Rec. X.667 | ISO/IEC 9834-8。

## 格式
在其规范的文本表示中，UUID 的 16 个 8 位字节表示为 32 个十六进制数字，由连字符 '-' 分隔成五组顯示，形式為「8-4-4-4-12」总共 36 个字符（32 个十六进制数字和 4 个连字符）。
例如：
123e4567-e89b-12d3-a456-426655440000
xxxxxxxx-xxxx-Mxxx-Nxxx-xxxxxxxxxxxx
四位数字 M表示 UUID 版本，数字 N的一至三个最高有效位表示 UUID 变体。在例子中，M 是 1 而且 N 是 a（10xx2），這意味着此 UUID 是「变体1」、「版本1」UUID；即基于时间的 DCE/RFC 4122 UUID。
规范的 `8-4-4-4-12` 格式字符串基于 UUID 的16个字节的“记录布局”：
| 名称                               | 长度 （字节） | 长度（16进制数字码长） | 说明                                                 |
| ---------------------------------- | ------------- | ---------------------- | ---------------------------------------------------- |
| time_low                           | 4             | 8                      | 整数：低位 32 bits 时间                              |
| time_mid                           | 2             | 4                      | 整数：中间位 16 bits 时间                            |
| time_hi_and_version                | 2             | 4                      | 最高有效位中的 4 bits“版本”，后面是高 12 bits 的时间 |
| clock_seq_hi_and_res clock_seq_low | 2             | 4                      | 最高有效位为 1-3 bits“变体”，后跟13-15 bits 时钟序列 |
| node                               | 6             | 12                     | 48 bits 节点 ID                                      |

这些字段对应于「版本1」和「版本2」（基于时间的）UUID中的字段，但是「8-4-4-4-12」的表示適用於所有UUID，即使对于生成方式不同的UUID也是如此。
RFC 4122 第 3 节要求以小写形式生成字符，同时对输入不区分大小写，尽管一些常用的实现违反了此规则。
Microsoft GUID有時會以大括号表示：
{123e4567-e89b-12d3-a456-426655440000}
不应将此格式与“Windows注册表格式”相混淆，后者指的是大括号内的格式。
RFC 4122为UUID定义了统一资源名称（URN）命名空间。作为URN呈现的UUID如下：
urn:uuid:123e4567-e89b-12d3-a456-426655440000

## 编码
UUID 的二进制编码因系统而异。UUID的变体1是目前世界最常見的UUID，完全以大端序（big-endian）二进制存储与传输 UUID 。
例如，00112233-4455-6677-8899-aabbccddeeff 编码为字节 00 11 22 33 44 55 66 77 88 99 aa bb cc dd ee ff。
其他系统，特别是 Microsoft 在其 COM/OLE 库中对 UUID 的字符串表示，使用混合端格式，其中 UUID 的前三组是小端序/小尾序（little-endian），后两组是 大端序/大尾序（big-endian）。
例如，00112233-4455-6677-8899-aabbccddeeff 编码为字节 33 22 11 00 55 44 77 66 88 99 aa bb cc dd ee ff。

## 变体
UUID的变体（variant）字段，占1到3位元。RFC 4122定义了4种变体：
- 变体 0 (最显著位为0，二進制為0xxx2，十六進制表示為016到716) 用于向后兼容已经过时的1988年开发的 Apollo 网络计算系统（NCS）1.5 UUID 格式。 前6字节是48比特时间戳（从1980年1月1日UTC开始的4微秒的滴答数），随后2个字节保留，再1个字节是地址族（address family，使用了0..13个情形），最后7个字节是主机ID。这类似于UUID的版本1.[7]
- 变体 1 (二進制為10xx2，十六進制為816到b16)，定义在RFC 4122/DCE 1.1 UUIDs, 或"Leach–Salz" UUID。它是按照大端序作为二进制存储与传输。
- 变体 2 (二進制為110x2，十六進制為c16或d16)，RFC称“保留，微软公司向后兼容”。早期的Microsoft Windows平台的GUID使用该格式。和完全使用大端序的變體 1 不同，變體 2 其中一部份按照小端序作为二进制存储与传输。
- 形如111x2保留未使用。

目前的UUID規範使用變體1和2。在文字表示上，兩種變體只有代表變體的位元不同。上面的字段也定義了兩種變體之間的位元組轉換。前三個字段是無正負號的32和16位元數字，需要進行轉換，而後兩個字段是由未解釋的位元組組成，不需要進行轉換。這種轉換同樣適用於版本3、4和5，其中的規範字段與UUID的內容無關。
雖然一些重要的GUID名義上是變體2的UUID，例如元件對象模型（Component Object Model）IUnknown介面的識別碼，但是在微軟Windows軟體中所生成和使用的、被稱為「GUID」的許多識別碼是使用標準的變體1的RFC 4122/DCE 1.1大端序UUID。目前，Microsoft guidgen工具软件产生变体1的结果。某些微软文档称GUID与UUID是同义词，如同RFC 4122中表示UUID「也被稱作GUID」。這些文件表明了雖然「GUID」最初指代微軟所使用的其中一種UUID變體，但現在已經成為UUID的另一個名稱，含括變體1和2。

## 版本
对于「变体（variants）1」和「变体2」，标准中定义了五个版本（versions），并且在特定用例中某些版本可能比其他版本更合适。
版本由字符串中的 M 指示。
版本1的UUID是根据时间和节点ID（通常是MAC地址）生成；版本2的UUID是根据标识符（通常是组或用户ID）、时间和节点ID生成；版本3、版本5透過對命名空间（namespace）标识符和名称進行雜湊生成確定性的UUID；版本4的UUID則使用随机性或伪随机性生成。

### Nil UUID
Nil UUID是一个特例，值为 00000000-0000-0000-0000-000000000000 ；也就是说，所有位都设置为 0。

### 版本1（日期时间和MAC地址）
版本1的UUID，是根据 60-bit 的时间戳和节点（生成UUID的计算机）的48-bit MAC地址而生成的。
时间戳的是这样计算的：自公曆首次於天主教會和教皇國以外的地方使用的日期，也就是协调世界时（UTC）1582年10月15日午夜算起，每經過100納秒時間戳加1。RFC 4122声明时间值在公元3400年左右算術溢位:3，取决于所使用的算法，代表此 60-bit 时间戳是有符号数量。但是，某些软件（如libuuid库）将时间戳视为无符号，把溢位時間推遲至公元5236年。ITU-T Rec. X.667所定義的溢位時間為公元3603年:v。
13-bit 或 14-bit「无统一」（uniquifying）时钟序列扩展了时间戳，以便处理处理器时钟不能足够快地前进的情况，或者每个节点有多个处理器和 UUID 生成器的情况。对于每个「版本1」UUID 对应于空间（节点）和时间（间隔和时钟序列）中的单个点，两个正确生成的「版本1」UUID 无意中相同的可能性实际上为零。由于时间和时钟序列总共74位，每个节点 id 可以生成 {\displaystyle 2^{74}}（{\displaystyle 1.8\times 10^{22}} 或 18 sextillion）個「版本1」UUID，每个节点 id 的最大平均速率为每秒 1630 亿。
与其他 UUID 版本相比，基于来自网卡的 MAC 地址的「版本1」和「版本2」UUID，部分依赖于由中央注册机构发布的标识符，即由 IEEE 发布给网络设备制造商的 MAC 地址的组织唯一标识符（OUI）。基于网卡MAC地址的「版本1」和「版本2」UUID 的唯一性还取决于网卡制造商正确地为其卡分配唯一的MAC地址，这与其他制造过程一样容易出错。此外，某些作業系統允許終端用戶自訂MAC地址，例如OpenWRT。
使用节点的网络MAC地址作为节点ID，代表可以透過版本1的UUID逆向找到创建它的计算机。透過在檔案中嵌入UUID，可以實現追蹤到創建或修改這些檔案的計算機。在定位 Melissa 病毒的创建者时就使用了这个隐私漏洞。
如果节点没有或不希望暴露MAC地址，RFC 4122 确实允许「版本1」（或2）UUID 中的 MAC 地址被随机的48位节点ID替换。在这种情况下，RFC要求节点ID的第一个八位字节的最低有效位应设置为1，这对应于MAC地址中的多播位，设置它是用于区分随机生成节点ID的UUID和基于来自网卡的MAC地址的UUID，网卡通常具有单播MAC地址。

### 版本2（日期时间和MAC地址，DCE安全版本）
RFC 4122 保留了版本2的UUID用於“DCE security”；但並没有提供任何细节。因此，许多 UUID 实现省略了「版本2」。但是，「版本2」UUID 的规范由 DCE 1.1 身份验证和安全服务规范提供。
「版本2」UUID 类似于「版本1」，除了时钟序列的最低有效8 bits 被“本地域（local domain）”号替换，并且时间戳的最低有效32 bits 由在指定本地域内有意义的整数标识符替换。在 POSIX 系统上，本地域号 0 和 1 分别用于用户 ID（UIDs）和组 ID（GIDs），其他本地域号用于站点定义。在非 POSIX 系统上，所有本地域号都是站点定义的。
在 UUID 中包含 40 位元的域或标识符（domain/identifier）是有代價的。一方面，40 位元允许每个节点ID有大约1万亿个域或标识符的值。另一方面，由於时钟值被截断为28个最高有效位，有別於版本1中的60位元，版本2的UUID中的时钟也改成每429.49秒跳動（tick）一次，略多于7分钟，而不是版本1中的每100纳秒；并且，版本2的時鐘序列僅有6位元，版本1中則有14位元；每7分钟时钟周期内，每个节点、域或标识符只能生成64个唯一的UUID，而版本1的时钟序列值为16,384个。因此，版本2可能不适合用于以节点、域或标识符在约7秒以上1次的速率下生成 UUID 的情况。

### 版本3和版本5（基于命名空间名称）
「版本3」和「版本5」的 UUID 透過雜湊（hashing）命名空间标识符和名称生成。版本3使用 MD5 作为散列算法，版本5則使用 SHA1。
名称空间标识符本身就是一个 UUID。该规范提供了 UUID 用来表示命名空间为了统一资源定位符（URLs），完整域名、对象标识符和 X.500；但任何所需的UUID都可以用作命名空间指示符。
要确定与给定命名空间和名称对应的版本3的UUID，命名空间的 UUID 将转换为字节串，後面加上输入名称，然后用 MD5 进行散列，产生 128 位元。然后将六或七位替换为固定值，即 4 位元的版本號（例如“版本3”的 0011），以及 2 或 3 位元的 UUID 变体號（例如 10 代表RFC 4122的UUID，或 110 代表传统 Microsoft GUID）。由于预定了6到7位元，因此只有121或122位元用於維持 UUID 的唯一性。
版本5的UUID 和上面类似，但使用 SHA1 而不是 MD5。由于 SHA1 生成 160 位元的摘要，因此在替换版本號和变体號之前會把摘要截断为 128 位元。
版本3和版本5的UUID具有一個特性：相同名称空间和名称将映射到同一個UUID；然而，即使已知其中一項，也無法透過暴力搜索之外的方法從UUID逆向推導出另外一項。RFC 4122 推荐使用版本5（SHA1）而不是版本3（MD5），并建议不要使用任一版本的 UUID 作为安全凭证。

### 版本4（随机）
版本4的UUID是隨機生成的。与其他 UUID 一样，其中4位元用于代表「版本4」，2到3位元代表变体號（102 或 1102 分别用于变体 1 和 2）。因此，对于变体1（即大多数 UUID），隨機生成的版本4的UUID會保留6位元用於表示变体號和版本號，其餘122位元用於隨機生成，故版本4变体1的UUID共计有 {\displaystyle 2^{122}} 或{\displaystyle 5.3\times 10^{36}}（5.3 undecillion）个。版本4变体2的UUID（传统GUID）則為變體1的一半，因为可用的随机位少一个，变量消耗 3 位元。
一些伪随机数发生器缺少必要的熵来产生足够的伪随机数。例如，使用伪随机数生成器的 WinAPI GUID 生成器已被证明可生成遵循可预测模式的 UUID。 RFC 4122 建议“在各种主机上生成 UUID 的分布式应用程序必须愿意依赖所有主机上的随机数源。如果这不可行，则应使用名称空间变体。”

## 衝突
当多次生成相同的 UUID 并将其分配给不同的指示对象时，就会发生冲突。对于使用来自网卡的唯一MAC地址的标准版本1和2的UUID，只有当实施与标准不同时才可能发生冲突，无论是无意还是故意。
与使用MAC地址生成的版本1和版本2相比，使用随机生成的节点ID的版本1和版本2、基于散列的版本3和版本5，以及随机生成的版本4的UUID，即使实现上沒有问题也可能发生冲突，但可能性很小，通常可以忽略。可以基于对生日问题的分析来精确地计算该概率。
例如，如果要有50%的機率至少發生一次衝突，需要生成至少{\displaystyle 2.71\times 10^{18}}個版本4的UUID，计算如下：
{\displaystyle n\approx {\frac {1}{2}}+{\sqrt {{\frac {1}{4}}+2\times \ln(2)\times 2^{122}}}\approx 2.71\times 10^{18}}
这个数字相当于每秒产生 10 亿个 UUID 持續 85 年。每个 UUID 長度為 16 字节，这么多 UUID 的文件大小約為 45 艾字节（EB），比目前存在的最大数据库大很多倍，它们都在数百PB的数量级。
若要使發生衝突的機率為p，至少必須生成多少個版本4的UUID可由下式近似计算：
{\displaystyle {\sqrt {2\times 2^{122}\times \ln {\frac {1}{1-p}}}}}
因此，在 103 万亿个版本4 UUID 中找到重复的概率是 {\displaystyle {1 \over 1000000000}}（十亿分之一）。

## 使用

### 檔案系統
重要用途包括 ext2/ext3/ext4 文件系统用户空间工具（e2fsprogs 使用 util-linux 提供的 libuuid）、LUKS 加密分区、GNOME、KDE 和 Mac OS X，其中大部分源自 曹子德（Theodore Ts'o）的实现。
Solaris 中 UUID 的一种用途（使用開放軟體基金會的实现）是识别正在运行的操作系统实例，以便在内核崩溃的情况下将故障转储数据与故障管理事件配对。
分區標籤和分區UUID都儲存於超區塊中。兩者皆為檔案系統的一部份，而不是分區的一部份。例如，ext2-ext4包含UUID，而NTFS或FAT32則沒有。
超區塊是檔案系統的一部份，因此被完全包含在分區中，因此如果你執行dd if=/dev/sda1 of=/dev/sdb1，sda1和sdb1都會擁有相同的標籤和UUID。

### COM
Microsoft的组件对象模型（COM）中使用了几种GUID ：
- IID - 接口标识符；（在系统上注册的接口标识符存储在Windows注册表中的[HKEY_CLASSES_ROOT\Interface]）[18]
- CLSID - 类标识符；（存储在[HKEY_CLASSES_ROOT\CLSID]）
- LIBID - 类型库标识符；（存储于[HKEY_CLASSES_ROOT\TypeLib]）[19]
- CATID - 类别标识符；（它在一个类中的存在将其识别为属于某些类别类别，列於[HKEY_CLASSES_ROOT\Component Categories]）[20]

### 作为数据库主键
UUID 通常用作数据库表中的唯一键。
Microsoft SQL Server 版本4 Transact-SQL 中的 NEWID 函数會返回标准随机版本4的UUID，而 NEWSEQUENTIALID 函数返回类似于 UUID 的 128 位标识符，这些 UUID 會依序遞增，直到下次系统重啟。
另一方面，尽管名称如此，但 Oracle Database SYS_GUID 函数不会返回标准 GUID；相反，它根据主机标识符和进程或线程标识符返回一个16字节的 128 位 RAW 值，有点类似于 GUID。
PostgreSQL 包含一个 UUID 数据类型，并且可以通过使用模块中的函数生成大多数版本的UUID。
MySQL 提供了一个 UUID 函数，它生成标准的版本1 UUID。
当 UUID 用作主键时，版本3、4和5 UUID 的随机性以及 版本1和2 UUID 内的字段的排序可能会产生数据库定位或性能问题。例如，2002年 Jimmy Nilsson 报告说，当用作主键的版本4 UUID 被修改为包含基于系统时间的非随机后缀时，Microsoft SQL Server的性能显着提高。Nilsson 承认，这种所谓的“COMB”（组合时间和GUID）方法使UUID非标准并且更有可能被复制，但 Nilsson 仅要求在应用程序中的唯一性。透過重新排序和編碼版本1和版本2的UUID，將時間戳放在最前面，可以避免插入所造成的性能損失。
諸如Laravel這樣的部分網路框架支援「時間戳優先」的UUID，可以將UUID有效儲存於索引資料庫中。這種UUID是版本4格式的COMB UUID，但其中前48位元組成了一個時間戳，就像版本1的UUID一樣。其他基於COMB UUID概念的指定格式包括：
- ULID，其拋棄了用於表示版本4的4位元，並且預設使用base32編碼[31]。
- UUID版本6到8是三種COMB UUID格式的正式提議。